# 相楽郁希
相楽 郁希（さがら ゆうき、2月24日 - ）は、日本の元女性声優。所属事務所はマック・ミック。埼玉県出身。

## 人物像
- 趣味にハープ演奏・華道[1]をあげている。
- ハンドメイドアクセサリーを自分で作成している。
- 2010年11月15日より『DAM★とも』で、ピヨタン軍団（5名）の声優オーディション『たちゅまる声優チャレンジ』を受け、ICピヨタン役を射止める。当選発表とアフレコは2011年1月に行われた[2]第一興商 2010年11月15日。

## 出演作品

### 映画
- 山里亮太監督作品「かずお」(女子高生)[3]

### ラジオCM
- NACK5「ハイスクールポップス」

### 舞台
- 企画 TeamSpareTime　第四回公演　「～天分の礎～」(松平方下女)[4]
- 朗読公演「Seasons」vol.1～vol.3
- 岡田貴之プロデュース「四季神チルドレン」(冬月柚子・彩崎鈴音)[5]

### アニメ
- たちゅまる劇場(ICピヨタン

### CD
- Kana☆Latte「Happy & Peace!」バックコーラス